# Chodźki
Chodźki is een plaats in het Poolse district  Suwalski, woiwodschap Podlachië. De plaats maakt deel uit van de gemeente Raczki en telt 170 inwoners.